# اثر ماه

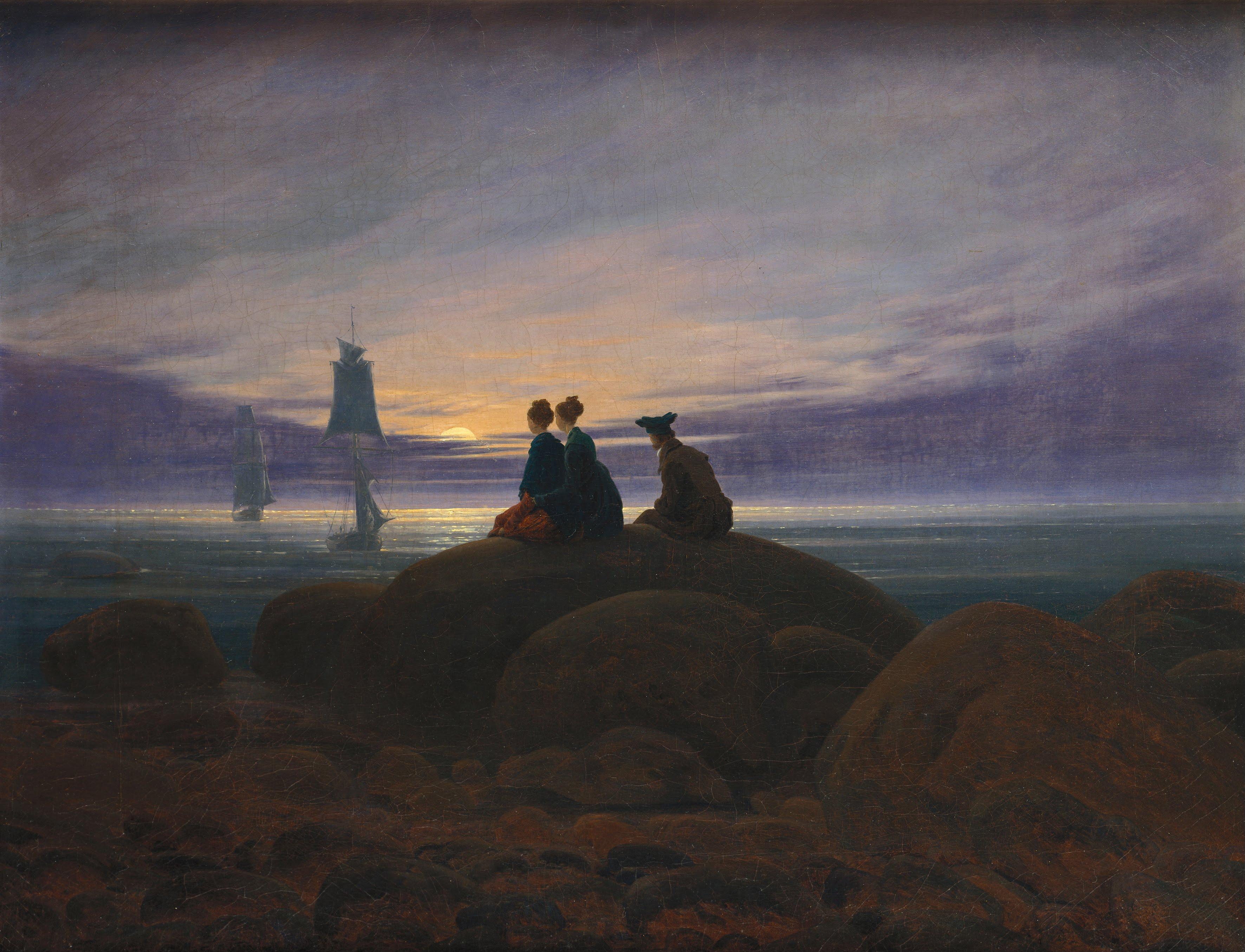
زیست‌شناسان همانند هنرمندان و شاعران دربارهٔ تأثیرگذاری ماه بر جانداران زنده فکر کرده‌اند.

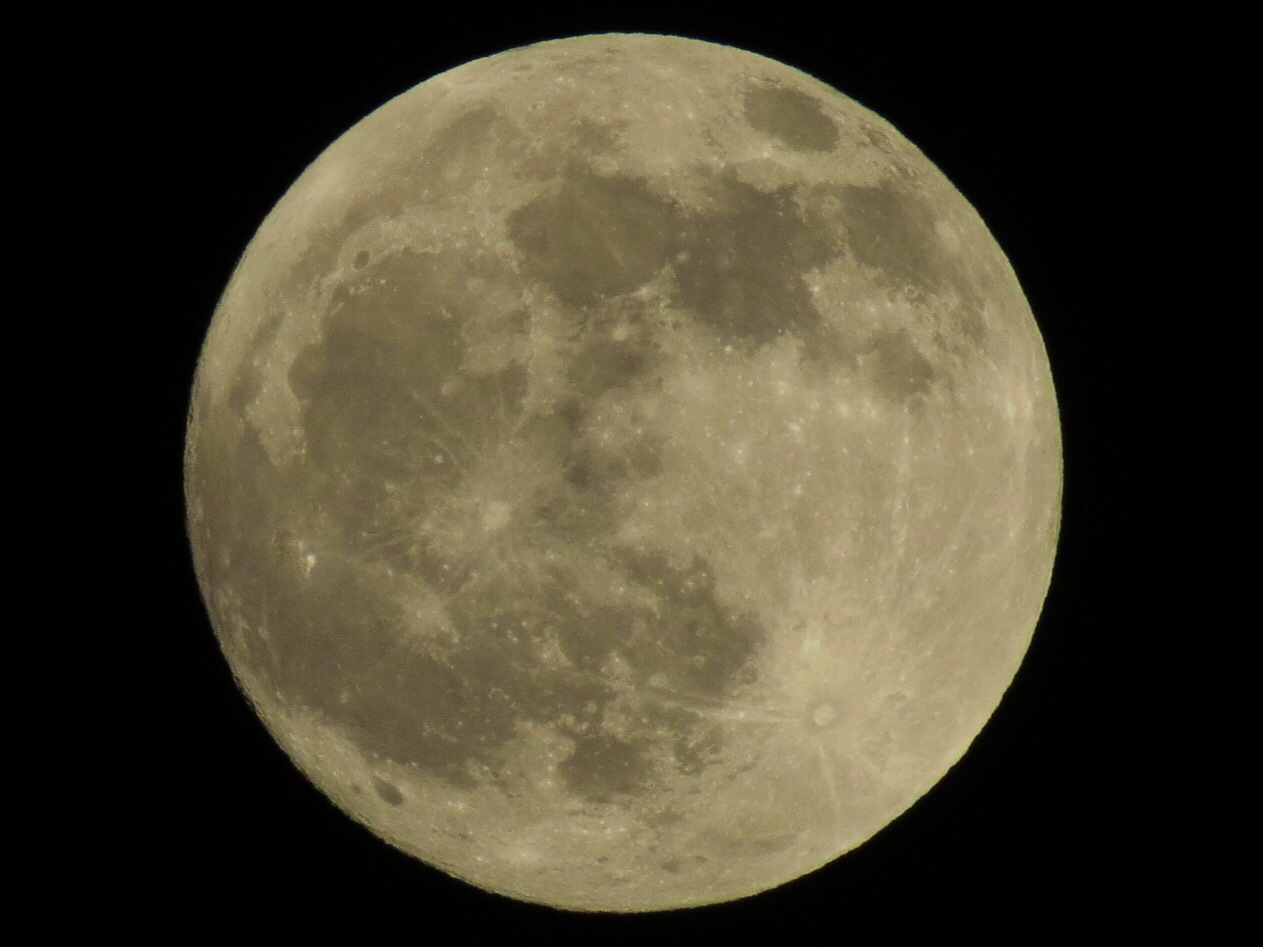
علی‌رغم تمام این اعتقادات، هیچ مطالعه علمی معتبری اثری خارق‌العاده و قابل توجه از ماه کامل بر زندگی روی زمین نیافته‌است.

عبارت اثر ماه یا اثر قمری (به انگلیسی: Lunar effect)، اشاره دارد به ارتباطات حقیقی یا موهومی بین، مراحل مشخصی از چرخه ماهیانه تقریباً ۲۹٫۵ روزه، و تغییرهای روان‌شناختی و رفتار جانداران زنده روی زمین، از جمله انسان‌ها. در بعضی موارد ممکن است اثر ادعا شده به سرنخ‌های غیراصلی، مانند مقدار نور ماه ربط داشته باشند. در دیگر موارد، مانند دوره تقریباً-ماهانه قاعدگی در انسان‌ها (اما نه دیگر پستانداران)، تصادف در زمان‌بندی نمایان گر هیچ اثر قمری شناخته شده‌ای نیست.
تعداد قابل توجهی از تحقیقات این تأثیرگذاری بر انسان‌ها را آزموده‌اند. تا اواخر دهه ۱۹۸۰، حداقل ۴۰ تحقیق منتشرشده در بارۀ ارتباطات ادعایی ماه و دیوانگی (lunar-lunacy connection), و حداقل ۲۰ تحقیق منتشرشده در بارۀ ارتباط ادعاشده ماه و نرخ تولد موجود بوده‌است. که این راه را برای تولید چندین نقد چاپی و فراتحلیل غنی باز کرد، که هیچ ارتباطی بین چرخه ماه، و رفتار و زیست‌شناسی انسان پیدا نکردند.

## سرچشمه‌های این اعتقاد
نمونه‌هایی از این اعتقاد در نوشته‌های باستانی آشوری/بابلی یافت شده‌است.

## زمینه‌ها
ادعاهایی در مورد ارتباطی قمری در این زمینه‌ها به چاپ رسیده‌اند [یا به چشم خورده‌اند]:

### باروری
همچنین ببینید: چرخه قاعدگی
به‌طور گسترده‌ای باور بر این است که ماه با باروری، به علت چرخه قاعدگی مربوط، که به‌طور متوسط ۲۸ روزه است، رابطه دارد. با این وجود، به‌طور قاطعانه نشان داده نشده که هیچ ارتباطی بین ریتم‌های قمری و یورش‌های قاعدگی (Menstrual onset)، وجود داشته باشد، و شباهت‌های طولی بین دو چرخه به احتمال زیاد تصادفی است.

### کیفیت خواب
اعتقاد بر این است که ماه بر سیستم عصبی انسان اثر گذاشته و باعث اختلال در خواب او می‌شود به گونه ای که فرد تمایل بیشتری به انجام تحرک و ورزش دارد و جلوی ترشح هورمونی در مغز گرفته می‌شود دلیل این پدیده ممکن است به امواج الکترو مغناطیس ماه ربط داشته باشد که باعث جزر و مد دریاها می‌شود و چون مغز انسان بیشتر از آب تشکیل شده بر آن نیز تأثیر می‌گذارد

### عوامل دیگر
- اثر بر گیاهان
- اثر بر جانوران
- نرخ تولد
- از دست دادن خون
- رفتار انسان
- بیماری روانی [یا عقلانی]
- صرع
- نظم و قانون
- سیاست
- بازار سهام
- فرا-تحلیل‌ها

## بررسی علمی یا خرافات
ماه کامل یک پدیده طبیعی است که به دلیل همسویی زمین، ماه و خورشید رخ می دهد و هیچ خاصیت ذاتی ندارد که بتواند بر اجسام غیر زنده تأثیر بگذارد. نهایت تاثیر ماه بر ایجاد جزر و مد و همچنین ایجاد موج ها در اقیانوس ها به علت نزدیک تر شدن آن به زمین است. برخی از مطالعات نشان داده اند که ممکن است افزایش اندکی در برخی حالا ممکن است در طول ماه کامل وجود داشته باشد، اما شواهد محدود و متناقض است. مطالعات هیچ ارتباطی بین ماه کامل و پیامدهای سلامتی پیدا نکرده اند. بنابراین، مهم است که با یک ذهنیت انتقادی و علمی به ادعاهای مربوط به تأثیر ماه کامل بر سلامت خود نزدیک شویم و به جای خرافات یا افسانه، به شواهد تجربی و علمی تکیه کنیم. 